# Katedra Najświętszej Marii Panny w Monachium
Katedra Najświętszej Maryi Panny (niem. Frauenkirche) – główna świątynia Monachium, od 1821 kościół katedralny arcybiskupstwa Monachium i Fryzyngi. Mieści się na monachijskim Starym Mieście, w pobliżu Marienplatz.

## Historia

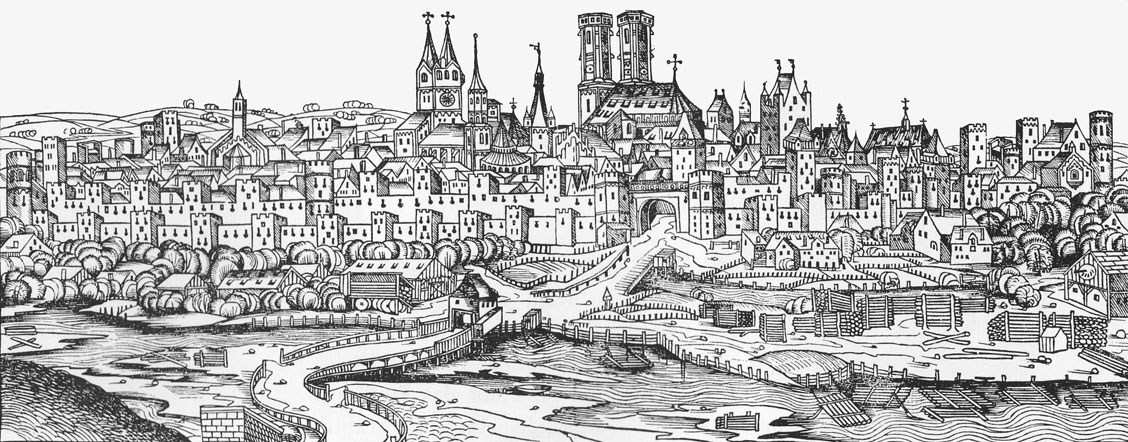
Ogólny widok Monachium z Kroniki Norymberskiej, w centrum Frauenkirche

Obecna świątynia jest trzecią na tym miejscu, powstała na miejscu XIII wiecznej kaplicy i romańskiej bazyliki. Późnogotycka hala wzniesiona została w latach 1468–1488, a jej wnętrze w ciągu pięciu wieków wielokrotnie zmieniano. Znaczna część historycznego wyposażenia zachowała się do dziś. Są to dzieła znanych artystów działających w Bawarii m.in. stalle z rzeźbami Erasmusa Grassera, liczne ołtarze, w tym z dziełami malarskimi Jana Polaka i rzeźby m.in. Hansa Leinbergera. W najwyższej kondygnacji rozpościera się widok na całe miasto i okolice. Katedra jest doskonałym punktem orientacyjnym. 
Podczas II wojny światowej kościół został zniszczony po nalotach alianckich. Zniszczeniu uległy dachy, sklepienia i prawie całe neogotyckie wyposażenie wnętrza. Wieloetapowa praca renowacyjna rozpoczęła się wkrótce po wojnie. Ostatni etap renowacji ukończono w 1994 roku.

## Architektura

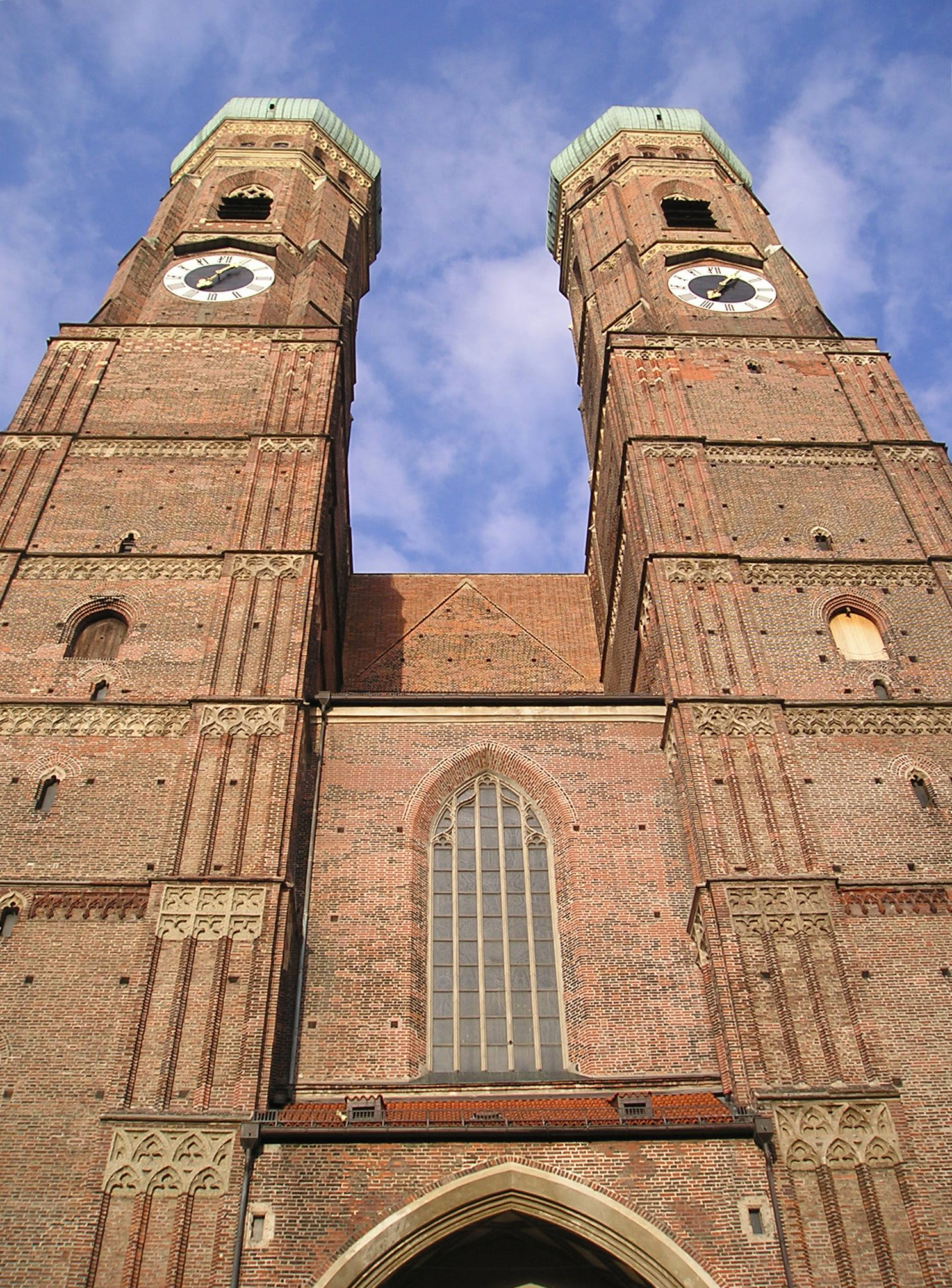
Dwie wieże Frauenkirche

Kościół został zbudowany z czerwonej cegły w stylu późnogotyckim w ciągu zaledwie 20 lat. Budynek zaprojektowano bardzo prosto, bez bogatej dekoracji gotyckiej, z przyporami przesuniętymi i ukrytymi we wnętrzu. To, w połączeniu ze specjalną konstrukcją obu wież, sprawia, że konstrukcja wygląda bardzo potężnie i nadaje jej niemal nowoczesny wygląd.
Późnogotycki ceglany budynek z kaplicami otaczającymi absydę ma 109 metrów długości, 40 metrów szerokości i 37 metrów wysokości. Wbrew powszechnej legendzie, która głosi, że obie wieże z charakterystycznymi kopułami różnią się wysokością dokładnie o jeden metr, są prawie równe: północna ma 98,57 m, a południowa tylko 98,45 m. Oryginalny projekt przewidywał spiczaste iglice na szczycie wież, podobnie jak w katedrze w Kolonii, ale nigdy ich nie zbudowano z powodu braku pieniędzy. Zamiast tego obie kopuły zostały zbudowane w okresie renesansu i nie pasują do stylu architektonicznego budynku, stały się jednak charakterystycznym punktem orientacyjnym Monachium. Mając zamkniętą przestrzeń około 200 000 m3 i 150 000 m3 do wysokości sklepienia, jest to drugi wśród największych kościołów halowych w ogóle i drugi wśród największych kościołów murowanych na północ od Alp (po bazylice konkatedralnej w Gdańsku).
Zgodnie z ustawą uchwaloną w 2004 r. w granicach Monachium nie można budować budynków wyższych niż wieże Frauenkirche.

## Krypta
W świątyni, podobnie jak w kościele św. Michała i kościele teatynów, pochowani są władcy i książęta z dynastii Wittelsbachów oraz ich małżonki: 
- królowa Beatrycze świdnicka (zm. 24 sierpnia 1322)
- cesarz Ludwik IV Bawarski (zm. 11 października 1347)
- książę bawarski Ludwik V (zm. 18 września 1361)
- książę bawarski Stefan II (zm. 13 maja 1375)
- książę bawarski Jan II (zm. 8 sierpnia 1397)
- książę bawarski Wilhelm III (zm. 12 września 1435)
- książę bawarski Jan IV (zm. 18 listopada 1463)
- książę bawarski Albrecht IV Mądry (zm. 18 marca 1508)
- arcyksiężniczka Kunegunda Habsburżanka (zm. 6 sierpnia 1520)
- książę bawarski Wilhelm IV (zm. 7 marca 1550)
- książę bawarski Ernest (zm. 7 grudnia 1560)
- książę bawarski Albrecht V (zm. 24 października 1579)
- arcyksiężniczka Anna Habsburżanka (1528–1590) (zm. 17 października 1590)
- arcyksiężniczka Maria Teresa Habsburg-Este (zm. 3 lutego 1919)
- król bawarski Ludwik III Bawarski (zm. 18 października 1921)

## Organy
Pierwszy wzmiankowany instrument w katedrze został wybudowany w 1491 roku, lecz nie ma żadnych informacji co do jego dyspozycji bądź budowniczego. Obecne organy zostały zbudowane w latach 1993–1994 przez Georga Janna podczas gruntownego remontu świątyni trwającego od 1990 roku. Wielkie organy z 1994 znajdują się na zachodniej emporze. Mają 7165 piszczałek. Mniejsze organy z 1993 znajdują się na emporze w prawej nawie, niedaleko schodów ołtarzowych. Obydwa instrumenty zawierają łącznie 131 głosów i stanowią największy zespół organowy w całym mieście.

## Dzwony
W obu wieżach znajduje się dziesięć dzwonów odlanych w XIV, XV, XVII i XXI wieku. Tworzą one unikalny zestaw w Europie. Najcięższy dzwon zwany Susanna lub Salveglocke jest jednym z największych dzwonów w Bawarii. Został odlany w 1490 r. przez Hansa Ernsta na zlecenie Albrechta IV.
|    | Brzmienie dzwonu | Imię                      | Waga (kg) | Ton uderzeniowy | Średnica (cm) | Rok odlania | Ludwisarz                       | Wieża      |
| -- | ---------------- | ------------------------- | --------- | --------------- | ------------- | ----------- | ------------------------------- | ---------- |
| 1  |                  | Susanna (Salveglocke)     | ~8.000 kg | a0 +3           | 206 cm        | 1490        | Hanns Ernst, Ratyzbona          | Północna   |
| 2  |                  | Frauenglocke              | ~3.000 kg | c1 0+6          | 166,5 cm      | 1617        | Bartholomaeus Wengle, Monachium | Północna   |
| 3  |                  | Bennoglocke               | ~2.100 kg | d1 0+7          | 147,5 cm      | 1617        | Bartholomaeus Wengle, Monachium | Południowa |
| 4  |                  | Winklerin                 | ~2.000 kg | e♭1 +15         | 142 cm        | 1451        | Meister Paulus, Monachium       | Północna   |
| 5  |                  | Praesenzglocke            | ~1.600 kg | e1 0+9          | 132 cm        | 1492        | Ulrich von Rosen, Monachium     | Południowa |
| 6  |                  | Cantabona                 | 870 kg    | g1 0+12         | 108 cm        | 2003        | Rudolf Perner, Pasawa           | Południowa |
| 7  |                  | Frühmessglocke            | ~800 kg   | a1 0+10         | 105 cm        | 1442        | Meister Paulus, Monachium       | Południowa |
| 8  |                  | Speciosa                  | 540 kg    | b1 0+10         | 89 cm         | 2003        | Rudolf Perner, Pasawa           | Południowa |
| 9  |                  | Michaelsglocke            | 440 kg    | c2 0+12         | 84 cm         | 2003        | Rudolf Perner, Pasawa           | Południowa |
| 10 |                  | Klingl (Chorherrenglocke) | ~350 kg   | e♭2 +13         | 74 cm         | 14 wiek     | nieznany                        | Południowa |

## Galeria

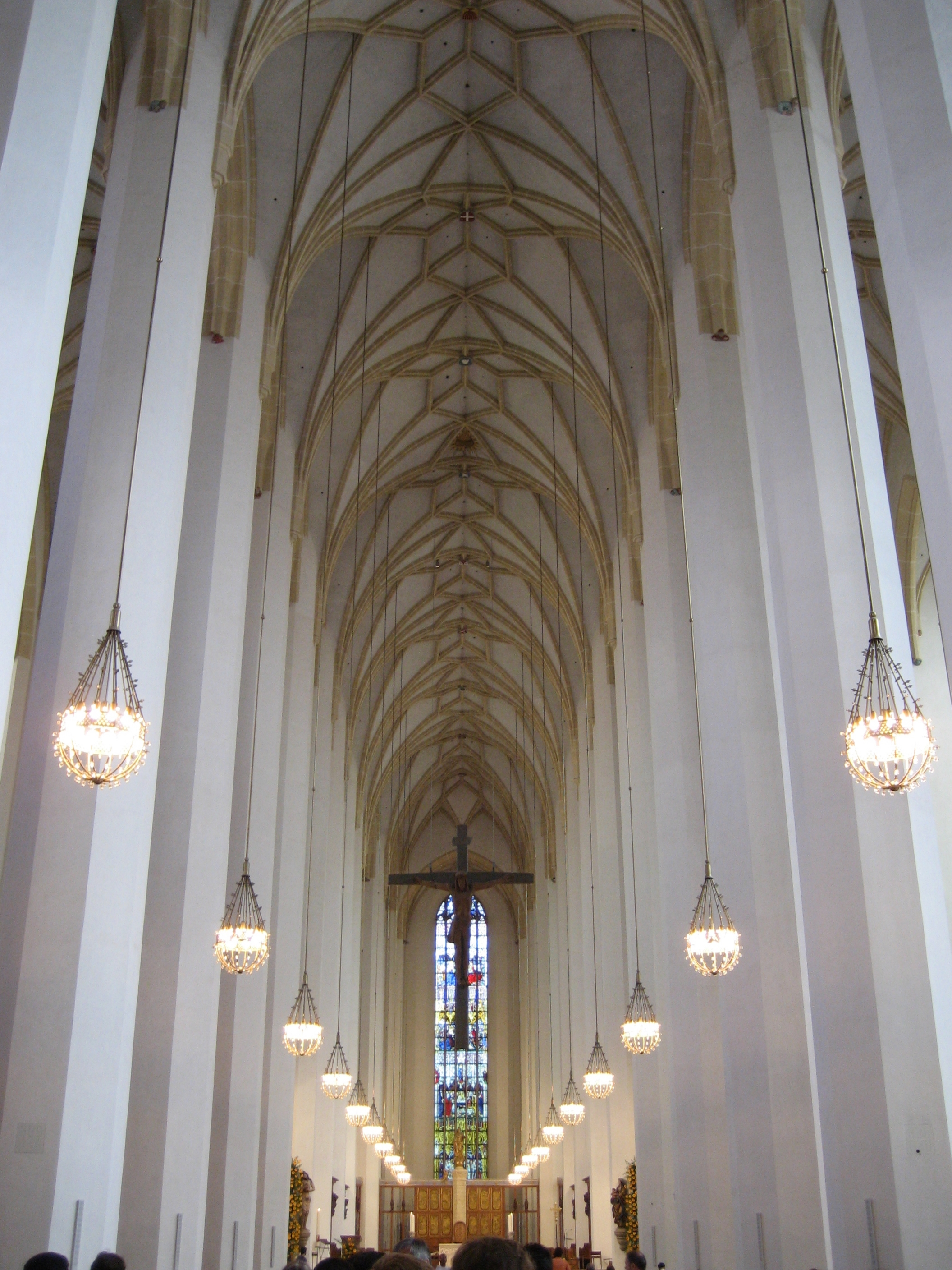
Wnętrze
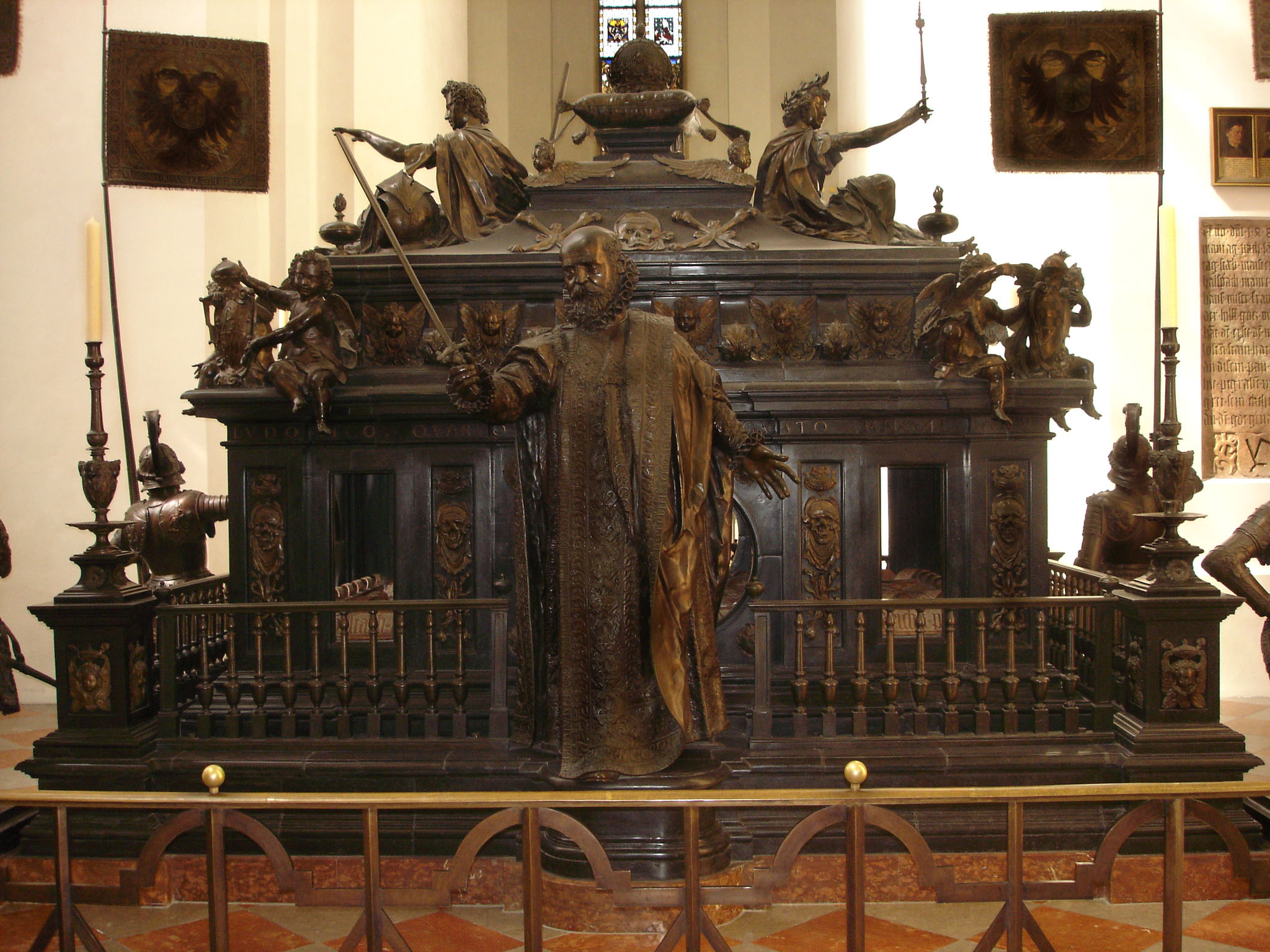
Nagrobek cesarza Ludwika IV autorstwa Hansa Krumppera
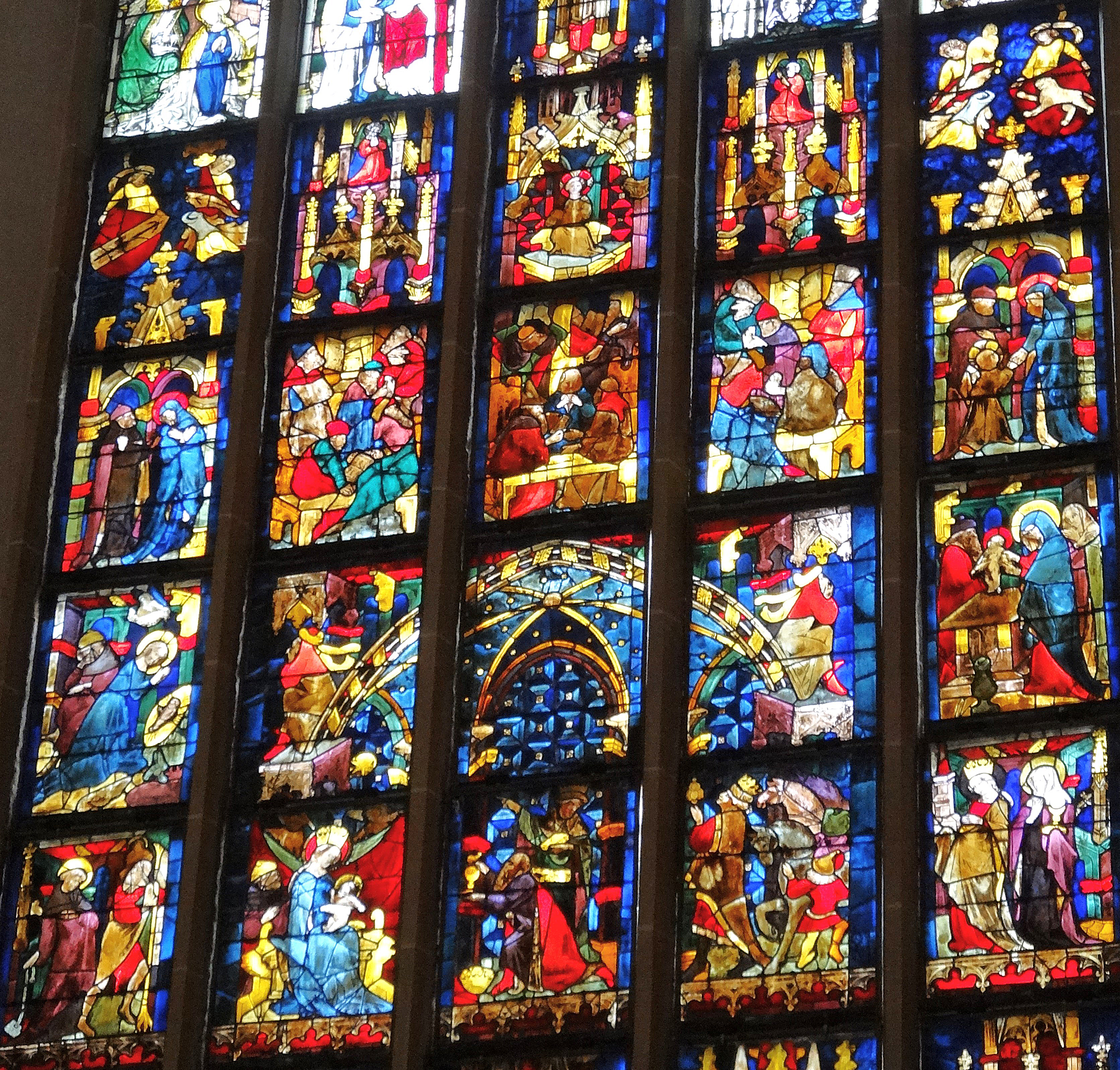
Część gotyckiego witraża
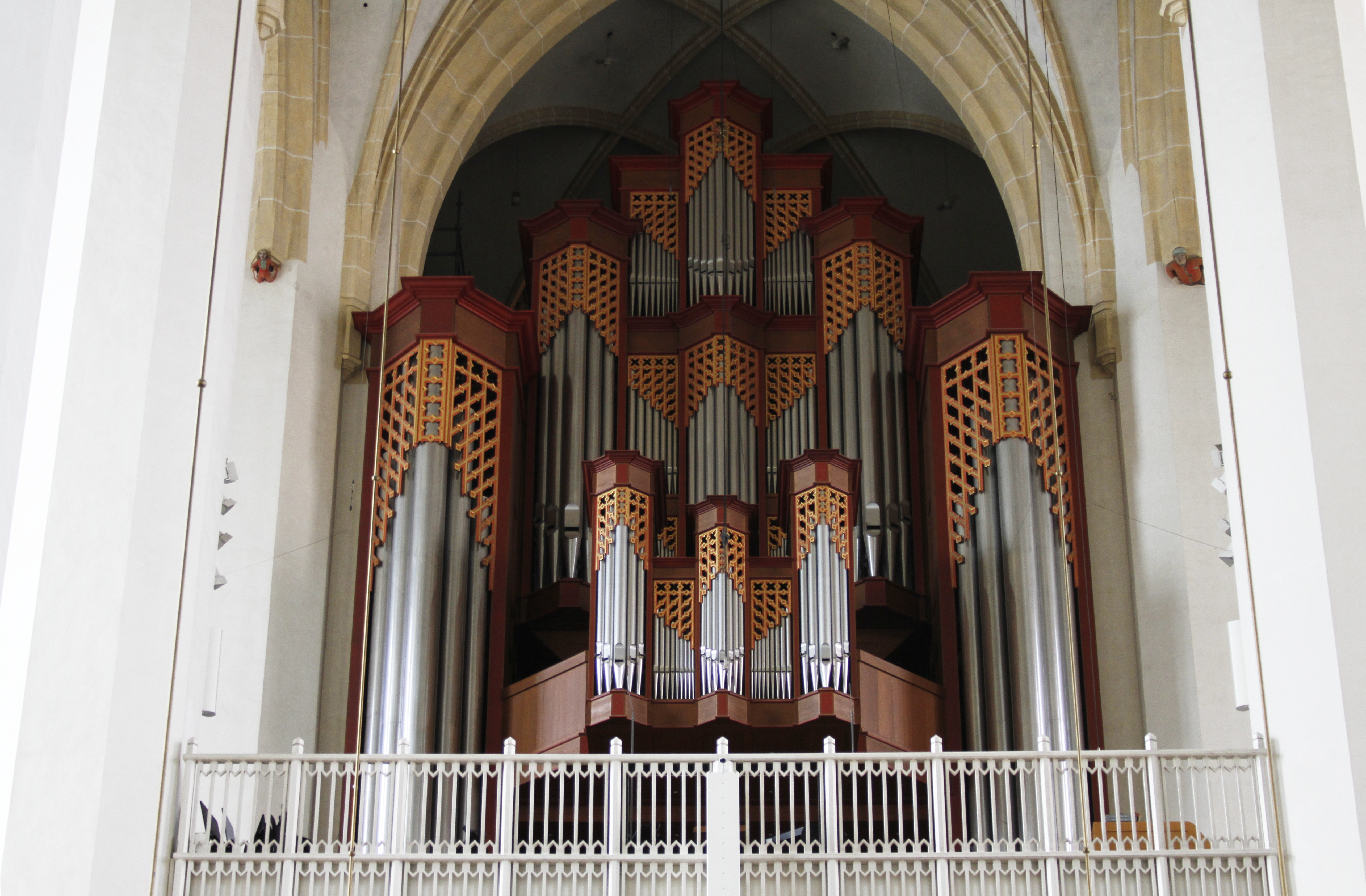
Organy
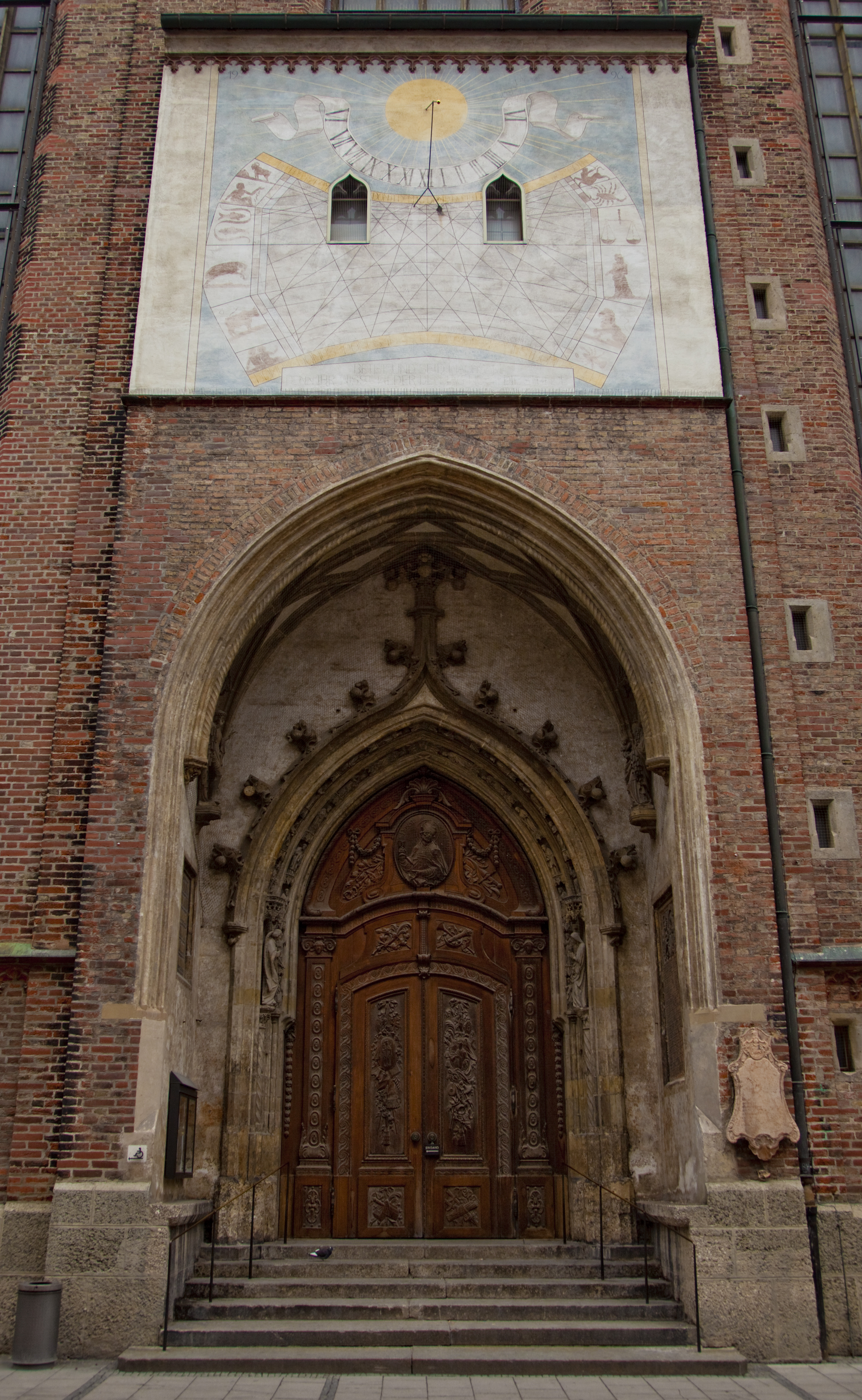
Portal wejściowy z zegarem słonecznym
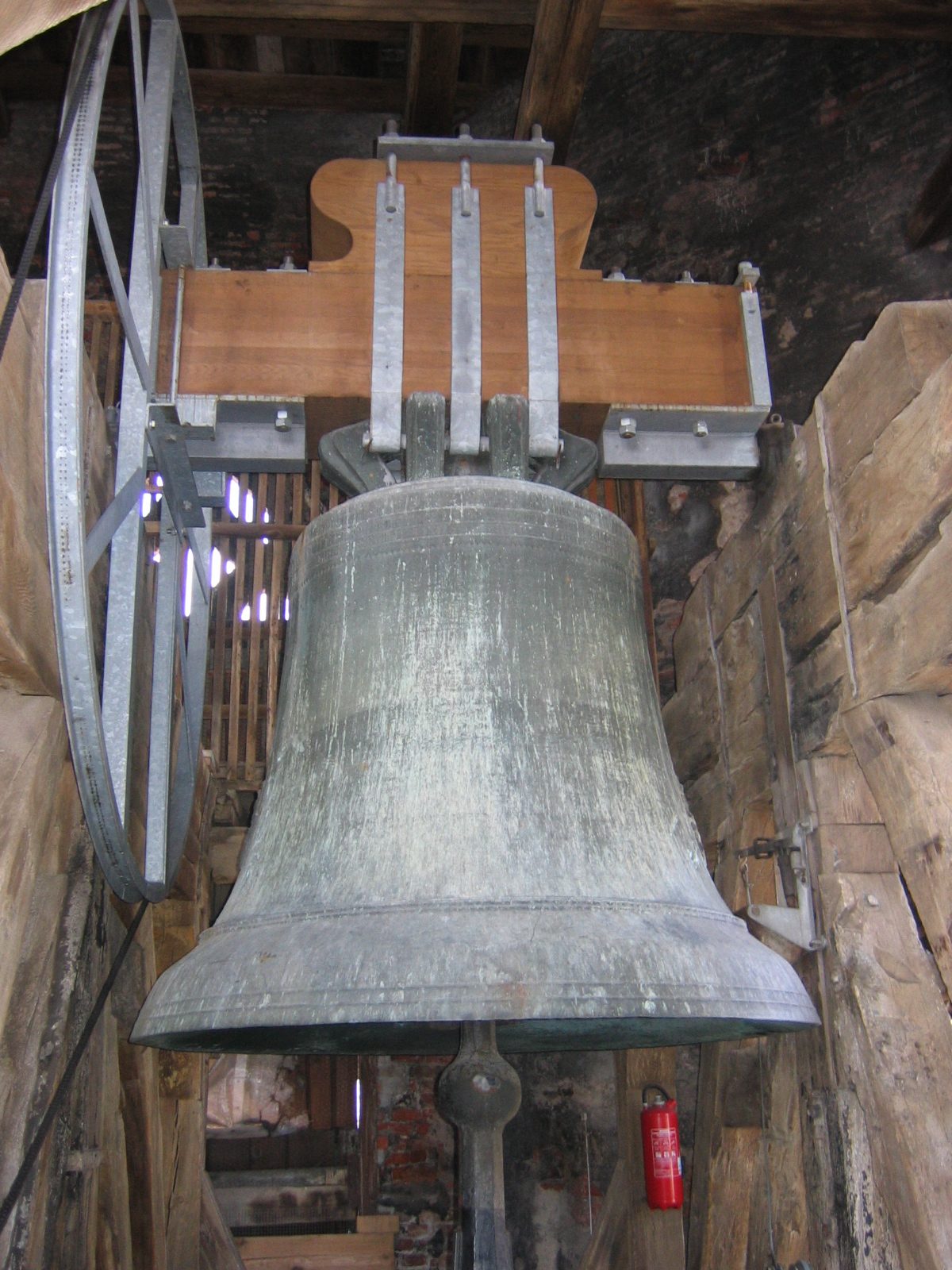
Dzwon Susanna
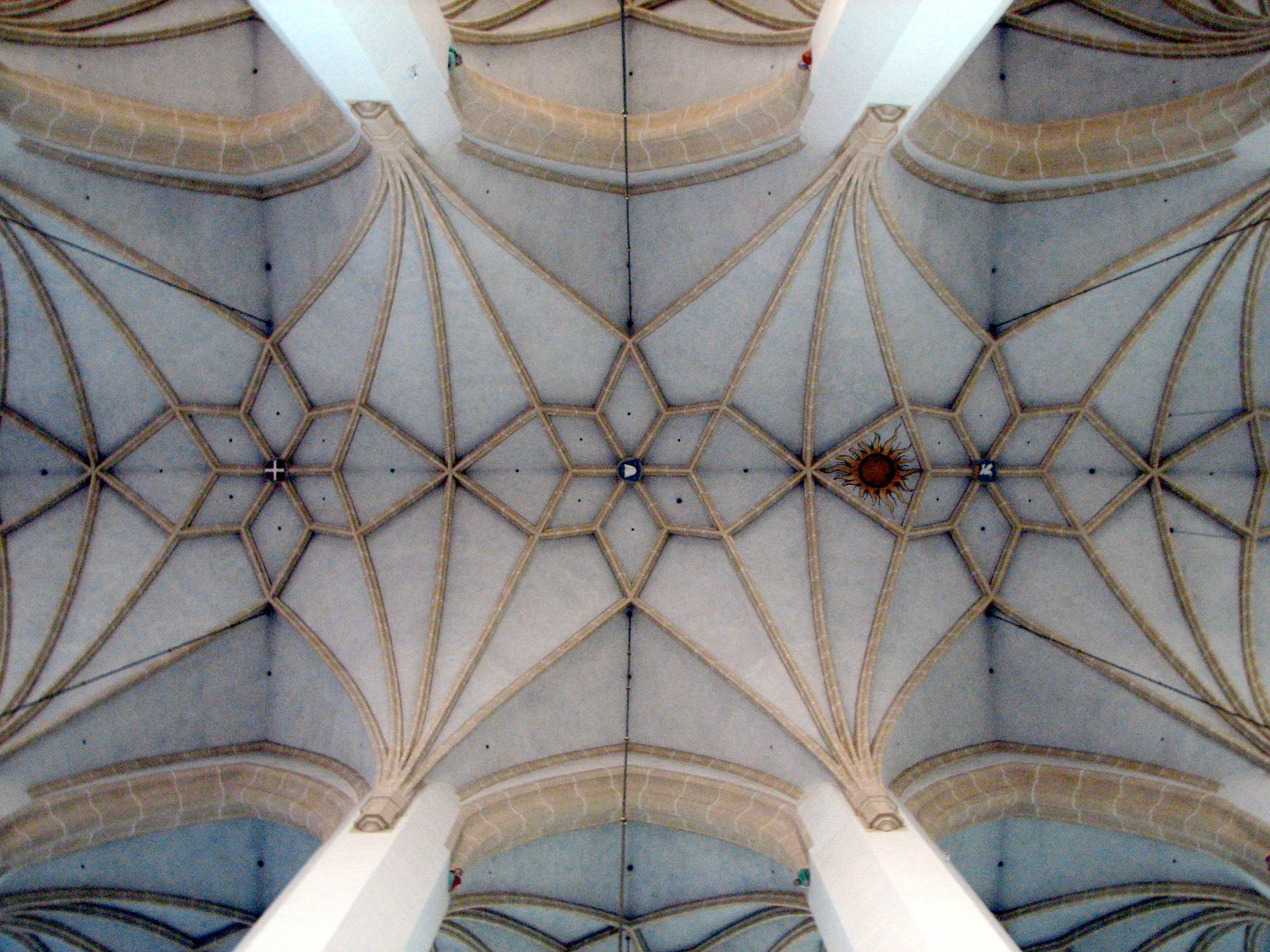
Sklepienie nawy
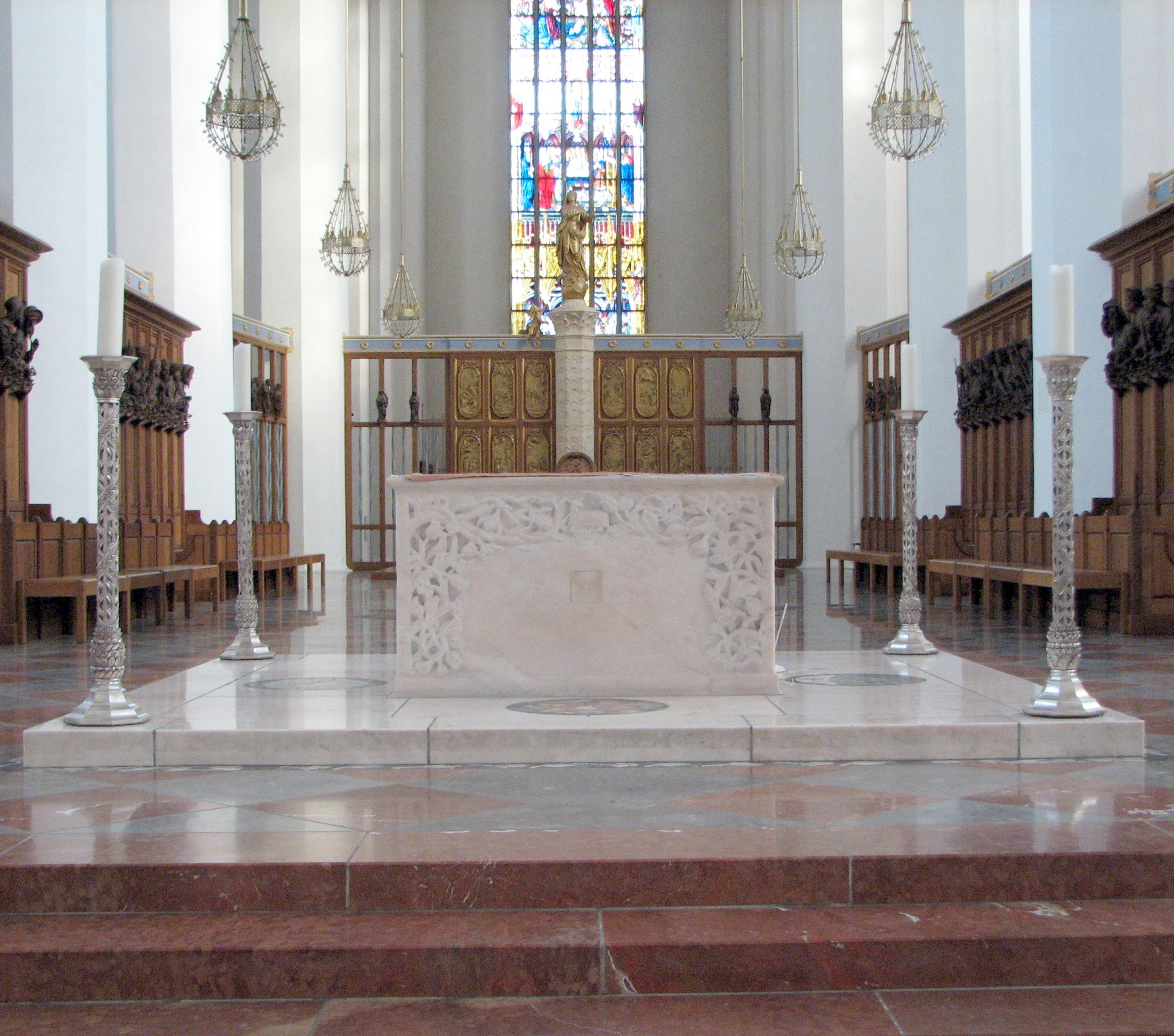
Ołtarz główny
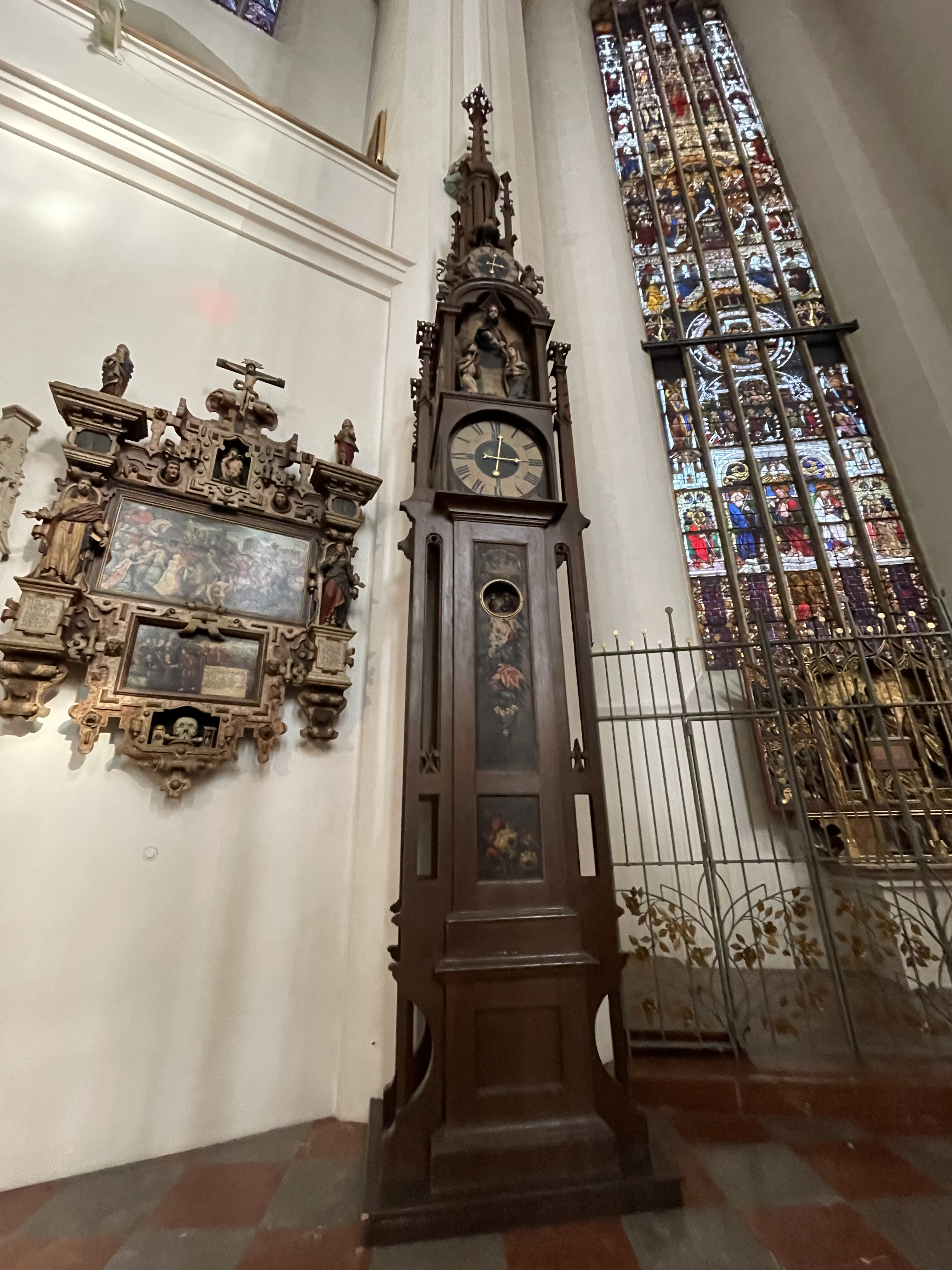
Zegar z 1568 roku wewnątrz katedry
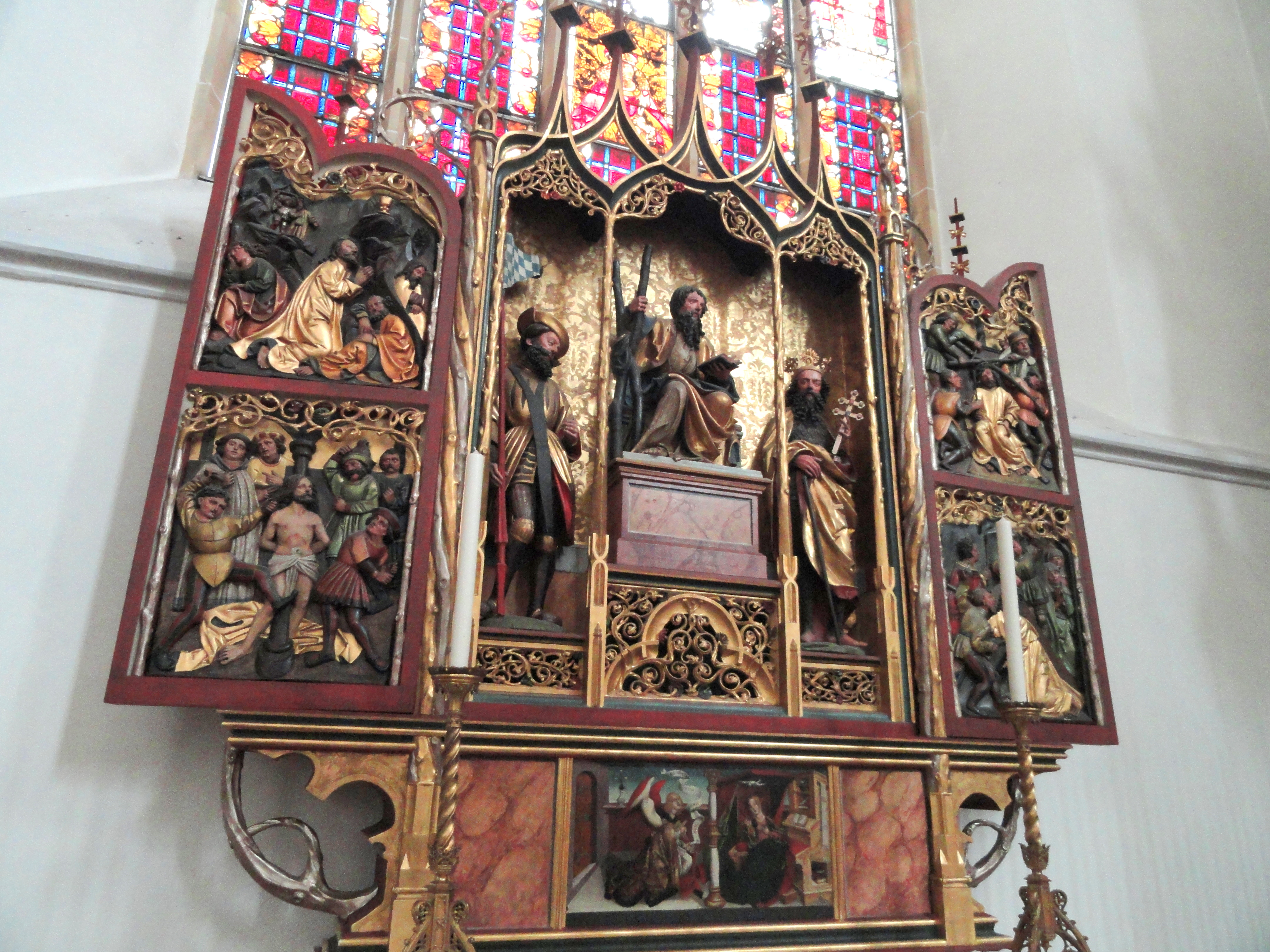
Jeden z ołtarzy